# Perisama rubrobasalis
Perisama rubrobasalis är en fjärilsart som beskrevs av Hans Rebel 1901. Perisama rubrobasalis ingår i släktet Perisama och familjen praktfjärilar. Inga underarter finns listade i Catalogue of Life.